# Asian Cup 2003
Der Asian Cup 2003 war ein Billardturnier in der Disziplin Freie Pyramide, das vom 11. bis 15. Juni 2003 im kasachischen Almaty stattfand.
Sieger wurde der Russe Jewgeni Stalew, der im Endspiel den Kasachen Qanybek Saghyndyqow mit 7:2 besiegte. Den dritten Platz belegte der Kasache Garri Akopow, der sich im kleinen Finale gegen den Russen Ilja Kiritschkow mit 6:3 durchsetzte.

## Modus
Die 36 Teilnehmer traten zunächst im Doppel-K.-o.-System gegeneinander an. Ab dem Halbfinale wurde im K.-o.-System gespielt.

## Vorrunde

### Hauptrunde
| Spiel | Spieler 1          | Ergebnis | Spieler 2       |
| ----- | ------------------ | -------- | --------------- |
| 3     | Talghaq Smaghulow  | kl.      | Eduard Galijanz |
| 13    | Ilchom Mamadalijew | 24:24    | Igor Grigorjew  |

| Spiel | Spieler 1     | Ergebnis | Spieler 2       |
| ----- | ------------- | -------- | --------------- |
| 21    | Almas Äbsejit | 40:40    | Paata Chmaladse |
| 28    | Arken Ganejew | 41:41    | Rifat Sadrijew  |

### 1. Gewinnerrunde
| Spiel | Spieler 1           | Ergebnis | Spieler 2            |
| ----- | ------------------- | -------- | -------------------- |
| 33    | Jewgeni Stalew      | 24:24    | Kanybek Sagynbajew   |
| 34    | Eduard Galijanz     | 43:43    | Wassili Konkow       |
| 35    | Pawel Tschschan     | 34:34    | Baqyt Aghytajew      |
| 36    | Äujes Jeljubajew    | 34:34    | Nurken Süikenbajew   |
| 37    | Seymur Məmmədov     | 14:14    | Aleksey Kostyuk      |
| 38    | Medet Ramasanow     | 43:43    | Sailan Adamow        |
| 39    | Ilchom Mamadalijew  | 14:14    | Ilijas Majanow       |
| 40    | Qanybek Saghyndyqow | 34:34    | Scherali Saboralijew |

| Spiel | Spieler 1         | Ergebnis | Spieler 2                 |
| ----- | ----------------- | -------- | ------------------------- |
| 41    | Alexander Sadyrin | 42:42    | Meder Dschyldschymyschew  |
| 42    | Gamlet Apressjan  | 24:24    | Dmitri Kirillow           |
| 43    | Paata Chmaladse   | 41:41    | Garri Akopow              |
| 44    | Emil Mudarissow   | 43:43    | Sanat Ginajatow           |
| 45    | Arnal Ormokejew   | 40:40    | Ilja Kiritschkow          |
| 46    | Älichan Qaranejew | 41:41    | Rifat Sadrijew            |
| 47    | Emir Hüseynov     | 14:14    | Bauyrschan Schanggharajew |
| 48    | Ihar Kupawa       | 14:14    | Anatoli Pak               |

### 2. Gewinnerrunde
| Spiel | Spieler 1          | Ergebnis | Spieler 2           |
| ----- | ------------------ | -------- | ------------------- |
| 81    | Jewgeni Stalew     | 04:04    | Wassili Konkow      |
| 82    | Pawel Tschschan    | 42:42    | Äujes Jeljubajew    |
| 83    | Seymur Məmmədov    | 04:04    | Sailan Adamow       |
| 84    | Ilchom Mamadalijew | 43:43    | Qanybek Saghyndyqow |

| Spiel | Spieler 1                | Ergebnis | Spieler 2        |
| ----- | ------------------------ | -------- | ---------------- |
| 85    | Meder Dschyldschymyschew | 24:24    | Gamlet Apressjan |
| 86    | Garri Akopow             | 14:14    | Sanat Ginajatow  |
| 87    | Ilja Kiritschkow         | 34:34    | Rifat Sadrijew   |
| 88    | Emir Hüseynov            | 40:40    | Ihar Kupawa      |

### 3. Gewinnerrunde
| Spiel | Spieler 1       | Ergebnis | Spieler 2           |
| ----- | --------------- | -------- | ------------------- |
| 105   | Jewgeni Stalew  | 14:14    | Äujes Jeljubajew    |
| 106   | Seymur Məmmədov | 42:42    | Qanybek Saghyndyqow |

| Spiel | Spieler 1                | Ergebnis | Spieler 2    |
| ----- | ------------------------ | -------- | ------------ |
| 107   | Meder Dschyldschymyschew | 42:42    | Garri Akopow |
| 108   | Ilja Kiritschkow         | 14:14    | Ihar Kupawa  |

### 4. Gewinnerrunde
| Spiel | Spieler 1      | Ergebnis | Spieler 2           |
| ----- | -------------- | -------- | ------------------- |
| 117   | Jewgeni Stalew | 53:53    | Qanybek Saghyndyqow |

| Spiel | Spieler 1    | Ergebnis | Spieler 2        |
| ----- | ------------ | -------- | ---------------- |
| 118   | Garri Akopow | 52:52    | Ilja Kiritschkow |

### 1. Verliererrunde
8 Spieler (4 Verlierer der Hauptrunde gegen 4 Verlierer der 1. Gewinnerrunde)
| Spiel | Spieler 1         | Ergebnis | Spieler 2                 |
| ----- | ----------------- | -------- | ------------------------- |
| 66    | Talghaq Smaghulow | kl.      | Bauyrschan Schanggharajew |
| 71    | Igor Grigorjew    | 42:42    | Dmitri Kirillow           |

| Spiel | Spieler 1     | Ergebnis | Spieler 2       |
| ----- | ------------- | -------- | --------------- |
| 75    | Almas Äbsejit | 43:43    | Medet Ramasanow |
| 78    | Arken Ganejew | 41:41    | Baqyt Aghytajew |

### 2. Verliererrunde
16 Spieler (4 Sieger der 1. Verliererrunde und 12 Verlierer der 1. Gewinnerrunde)
| Spiel | Spieler 1          | Ergebnis | Spieler 2                 |
| ----- | ------------------ | -------- | ------------------------- |
| 89    | Kanybek Sagynbajew | 04:04    | Bauyrschan Schanggharajew |
| 90    | Älichan Qaranejew  | 14:14    | Nurken Süikenbajew        |
| 91    | Aleksey Kostyuk    | 41:41    | Paata Chmaladse           |
| 92    | Dmitri Kirillow    | 24:24    | Scherali Saboralijew      |

| Spiel | Spieler 1         | Ergebnis | Spieler 2       |
| ----- | ----------------- | -------- | --------------- |
| 93    | Alexander Sadyrin | 42:42    | Ilijas Majanow  |
| 94    | Medet Ramasanow   | 41:41    | Emil Mudarissow |
| 95    | Arnal Ormokejew   | 41:41    | Baqyt Aghytajew |
| 96    | Eduard Galijanz   | 14:14    | Anatoli Pak     |

### 3. Verliererrunde
16 Spieler (Sieger der 2. Verliererrunde gegen Verlierer der 2. Gewinnerrunde)
| Spiel | Spieler 1          | Ergebnis | Spieler 2          |
| ----- | ------------------ | -------- | ------------------ |
| 97    | Kanybek Sagynbajew | 14:14    | Ilchom Mamadalijew |
| 98    | Älichan Qaranejew  | 04:04    | Sailan Adamow      |
| 99    | Paata Chmaladse    | 24:24    | Pawel Tschschan    |
| 100   | Dmitri Kirillow    | 04:04    | Wassili Konkow     |

| Spiel | Spieler 1       | Ergebnis | Spieler 2        |
| ----- | --------------- | -------- | ---------------- |
| 101   | Ilijas Majanow  | 42:42    | Emir Hüseynov    |
| 102   | Emil Mudarissow | 14:14    | Rifat Sadrijew   |
| 103   | Baqyt Aghytajew | 14:14    | Sanat Ginajatow  |
| 104   | Eduard Galijanz | 43:43    | Gamlet Apressjan |

### 4. Verliererrunde
8 Spieler (Sieger der 3. Verliererrunde)
| Spiel | Spieler 1          | Ergebnis | Spieler 2         |
| ----- | ------------------ | -------- | ----------------- |
| 109   | Kanybek Sagynbajew | 24:24    | Älichan Qaranejew |
| 110   | Paata Chmaladse    | 34:34    | Dmitri Kirillow   |

| Spiel | Spieler 1       | Ergebnis | Spieler 2        |
| ----- | --------------- | -------- | ---------------- |
| 111   | Emir Hüseynov   | 41:41    | Emil Mudarissow  |
| 112   | Baqyt Aghytajew | 14:14    | Gamlet Apressjan |

### 5. Verliererrunde
8 Spieler (Sieger der 4. Verliererrunde gegen Verlierer der 3. Gewinnerrunde)
| Spiel | Spieler 1          | Ergebnis | Spieler 2                |
| ----- | ------------------ | -------- | ------------------------ |
| 113   | Kanybek Sagynbajew | 14:14    | Meder Dschyldschymyschew |
| 114   | Paata Chmaladse    | 40:40    | Ihar Kupawa              |

| Spiel | Spieler 1       | Ergebnis | Spieler 2        |
| ----- | --------------- | -------- | ---------------- |
| 115   | Emil Mudarissow | 24:24    | Äujes Jeljubajew |
| 116   | Baqyt Aghytajew | 42:42    | Seymur Məmmədov  |

### 6. Verliererrunde
4 Spieler (Sieger der 5. Verliererrunde)
| Spiel | Spieler 1          | Ergebnis | Spieler 2   |
| ----- | ------------------ | -------- | ----------- |
| 119   | Kanybek Sagynbajew | 04:04    | Ihar Kupawa |

| Spiel | Spieler 1       | Ergebnis | Spieler 2       |
| ----- | --------------- | -------- | --------------- |
| 120   | Emil Mudarissow | 42:42    | Seymur Məmmədov |

### 7. Verliererrunde
4 Spieler (Sieger der 6. Verliererrunde gegen Verlierer der 4. Gewinnerrunde)
| Spiel | Spieler 1          | Ergebnis | Spieler 2      |
| ----- | ------------------ | -------- | -------------- |
| 121   | Kanybek Sagynbajew | 54:54    | Jewgeni Stalew |

| Spiel | Spieler 1       | Ergebnis | Spieler 2    |
| ----- | --------------- | -------- | ------------ |
| 122   | Seymur Məmmədov | 53:53    | Garri Akopow |

## Finalrunde
|  | Halbfinale          | Halbfinale     |                  |   | Finale | Finale |
|  |                     |                |                  |   |        |        |
|  | Qanybek Saghyndyqow | 6              |                  |   |        |        |
|  | Garri Akopow        | 1              |                  |   |        |        |
|  |                     |                |                  |   |        |        |
|  |                     |                |                  |   |        |        |
|  | Qanybek Saghyndyqow | 2              |                  |   |        |        |
|  |                     | Jewgeni Stalew | 7                |   |        |        |
|  |                     |                |                  |   |        |        |
|  | Spiel um Platz 3    |                |                  |   |        |        |
|  |                     |                | Garri Akopow     | 6 |        |        |
|  | Ilja Kiritschkow    | 2              | Ilja Kiritschkow | 3 |        |        |
|  | Jewgeni Stalew      | 6              |                  |   |        |        |

## Finale
| Finale: 7 Gewinnspiele Almaty, Kasachstan, 15. Juni 2003 |   |   |   |   |   |   |   |   |   |    |    |    |    |          |
| Name                                                     | 1 | 2 | 3 | 4 | 5 | 6 | 7 | 8 | 9 | 10 | 11 | 12 | 13 | Ergebnis |
| Qanybek Saghyndyqow                                      | 8 | 8 | 0 | 4 | 0 | 0 | 3 | 2 | 5 | –  | –  | –  | –  | 2        |
| Jewgeni Stalew                                           | 4 | 0 | 8 | 8 | 8 | 8 | 8 | 8 | 8 | –  | –  | –  | –  | 7        |